# Stefan Nemanja
Stefan Nemanja (serbisk kyrilliska: Стефан Немања; kyrkslaviska: Стѣфань Неманꙗ), född år 1109 i Ribnica i Duklja i furstendömet Zeta, död den 13 februari 1199 i Hilandarklostret på berget Athos i Grekland, var en serbisk adelsman av huset Vukanović, som var storfurste (Велики Жупан/Veliki Župan) av den serbiska staten Rascia (Рашка/Raška) från 1166 till 1199.

## Biografi
Stefan blev stamfader till huset Nemanjić, och är erkänd som helgon i den Östortodoxa kyrkan efter ett antal mirakler som menas ha skett efter hans död. Han tog herraväldet över de kringvarande serbiska staterna, och förenade dem till en enhetsstat.
År 1170 blev Stefan genom en revolution stor-župan, såsom härskarna i riket kallades. Han bekämpade grekerna och var förbunden än med Venedig, än med Ungern, än med de genomtågande korsfararna och det nya bulgariska riket. Han erövrade flera av kuststäderna vid Adriatiska havet och återstoden av det dioklitiska riket och utvidgade sitt rikes gränser även åt öster och söder. När Fredrik Barbarossa drog genom landet försökte Stefan få kejsarens stöd och förbund för ytterligare utvidgning, men fick avslag.
Betecknande för de konfessionella förhållandena i landet var att Stefan först blev döpt till romersk-katolsk bekännelse av föräldrarna vid kusten där han var född, och sedan till den östortodoxa inne i landet. Liksom sina närmaste ättlingar var han mycket kyrklig, förföljde bogomiler och hedningar och byggde kyrkor och kloster (Studenicaklostret i Serbien och Hilandarklostret på halvön Athos).
Han är även känd under det latinska namnet Stephanus Nemanja. När han på äldre dagar blev munk, antog han namnet Symeon, varför hans helgonnamn är Simeon Elaiovrytis; Elaiovrytis är grekiska och betyder "han som dryper krisma".
Han var son till exilprinsen Zavida av Zachlumia, och far till Serbiens förste kung Stefan Prvovenčani, Sankt Sava (som grundade den Serbisk-ortodoxa kyrkan) samt Vukan Nemanjić, kung av Zeta.